# Encadenat cap endavant
L'encadenament cap endavant (o raonament cap endavant) és un dels dos mètodes principals de raonament quan s'utilitza un motor d'inferència i es pot descriure lògicament com l'aplicació repetida del modus ponens. L'encadenament cap endavant és una estratègia d'implementació popular per a sistemes experts, sistemes de regles empresarials i de producció. El contrari de l'encadenament cap endavant és l'encadenament cap enrere.
L'encadenament cap endavant comença amb les dades disponibles i utilitza regles d'inferència per extreure més dades (d'un usuari final, per exemple) fins que s'assoleix un objectiu. Un motor d'inferència que utilitza l'encadenament cap endavant cerca les regles d'inferència fins que en troba una on se sap que l'antecedent (clàusula If) és cert. Quan es troba una regla d'aquest tipus, el motor pot concloure, o inferir, la consegüent (clàusula Then ), donant lloc a l'addició de nova informació a les seves dades.
Els motors d'inferència repetiran aquest procés fins que s'assoleixi un objectiu.

## Exemple
Suposem que l'objectiu és concloure el color d'una mascota anomenada Fritz, atès que gralla i menja mosques, i que la base de regles conté les quatre regles següents:
1. Si X gralla i X menja mosques, llavors X és una granota
2. Si X xiula i X canta - Aleshores X és un canari
3. Si X és una granota, llavors X és verd
4. Si X és un canari, llavors X és blau

Il·lustrem l'encadenament cap endavant seguint el patró d'un ordinador mentre avalua les regles. Suposem els fets següents:
- Fritz gralla
- Fritz menja mosques

Amb un raonament avançat, el motor d'inferència pot derivar que Fritz és verd en una sèrie de passos:
1. Com que els fets bàsics indiquen que "Fritz gralla" i "Fritz menja mosques", l'antecedent de la regla #1 es compleix substituint Fritz per X, i el motor d'inferència conclou:
Fritz és una granota
2. L'antecedent de la regla #3 es compleix llavors substituint Fritz per X, i el motor d'inferència conclou:
Fritz és verd
El nom "encadenament cap endavant" prové del fet que el motor d'inferència comença amb les dades i raona el camí cap a la resposta, a diferència de l'encadenament cap enrere, que funciona al revés. En la derivació, les regles s'utilitzen en l'ordre contrari en comparació amb l'encadenament cap enrere. En aquest exemple, les regles #2 i #4 no es van utilitzar per determinar que Fritz és verd.
Com que les dades determinen quines regles es seleccionen i s'utilitzen, aquest mètode s'anomena basat en dades, en contrast amb la inferència d'encadenament cap enrere impulsada per objectius. L'enfocament d'encadenament avançat és utilitzat sovint per sistemes experts, com ara CLIPS.
Un dels avantatges de l'encadenament cap endavant sobre l'encadenament cap enrere és que la recepció de noves dades pot desencadenar noves inferències, cosa que fa que el motor s'adapti millor a situacions dinàmiques en què les condicions poden canviar.

## Aplicacions
L'encadenament cap endavant és una potent estratègia de raonament amb nombroses aplicacions en IA i camps relacionats. Algunes de les aplicacions destacades inclouen:
- Sistemes experts : els sistemes experts són sistemes d'IA que imiten les capacitats de presa de decisions dels experts humans en un domini específic. Depenen de l'encadenament endavant per aplicar el coneixement expert per resoldre problemes i fer recomanacions.
- Diagnòstic i resolució de problemes : l'encadenament cap endavant s'utilitza àmpliament en sistemes de diagnòstic mèdic i de resolució de problemes, on els símptomes d'entrada i els resultats de les proves s'utilitzen per determinar les possibles causes i tractaments.
- Sistemes de tutoria intel·ligents : el programari educatiu sovint utilitza l'encadenament cap endavant per adaptar-se al progrés dels estudiants i proporcionar rutes d'aprenentatge personalitzades i comentaris.
- Sistemes de suport a la decisió : l'encadenament cap endavant s'utilitza en sistemes de suport a decisions empresarials i de gestió per analitzar dades i recomanar accions o estratègies.
- Processament del llenguatge natural : en el processament del llenguatge natural, l'encadenament cap endavant es pot aplicar per resoldre ambigüitats en el llenguatge i extreure informació útil del text.[4]